# انایور، ویرودهانگار
انایور، ویرودهانگار (به انگلیسی: Anaiyur, Virudhunagar) یک منطقهٔ مسکونی در هند است که در تامیل نادو واقع شده‌است.

## خصوصیات
انایور ۱۹٬۸۴۷ نفر جمعیت دارد.